# Lithocarpus longanoides
Lithocarpus longanoides är en bokväxtart som beskrevs av Cheng Chiu Huang och Yong Tian Chang. Lithocarpus longanoides ingår i släktet Lithocarpus och familjen bokväxter. Inga underarter finns listade.